# La Báscula
La Báscula är en ort i Mexiko.   Den ligger i kommunen Medellín och delstaten Veracruz, i den sydöstra delen av landet, 300 km öster om huvudstaden Mexico City. La Báscula ligger 20 meter över havet och antalet invånare är 157.
Terrängen runt La Báscula är platt. Runt La Báscula är det ganska tätbefolkat, med 58 invånare per kvadratkilometer. Närmaste större samhälle är Boca del Río, 12,4 km norr om La Báscula. Omgivningarna runt La Báscula är en mosaik av jordbruksmark och naturlig växtlighet.